# Burgkapelle (Waldburg)

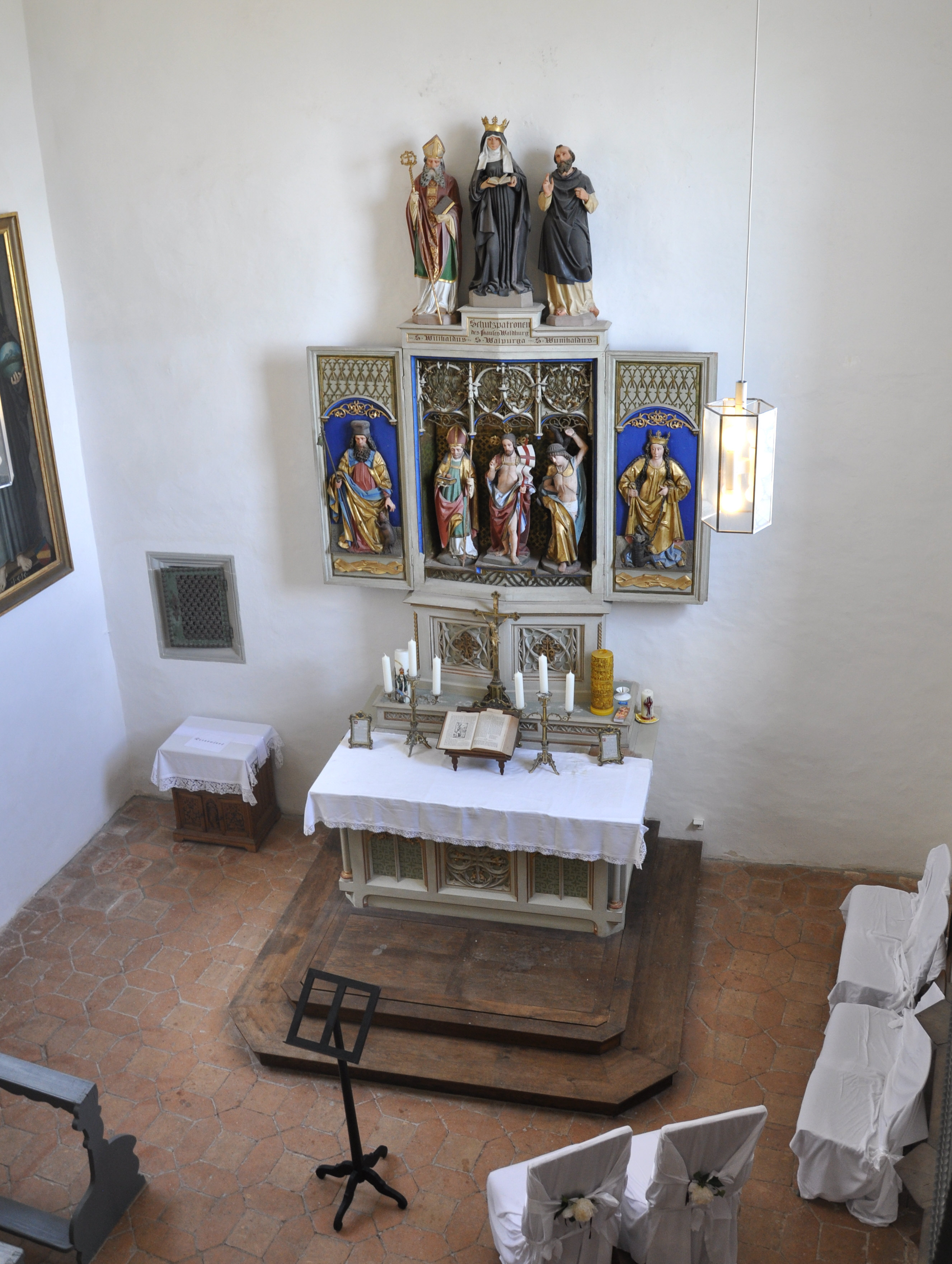
Burgkapelle der Waldburg (2013)

Die Burgkapelle in der Waldburg befindet sich in der Gemeinde Waldburg im Landkreis Ravensburg in Oberschwaben.

## Beschreibung
Die Bauzeit der heutigen Kapelle ist unbekannt, dürfte jedoch auf die zweite Hälfte des 13. Jahrhunderts zu datieren sein. Um 1323 ließ Truchsess Johannes I. den damals als Torturm genutzten Bau aufstocken und richtete im Anschluss, nach Verlegung des Haupteinganges nach Westen, die sich über zwei Stockwerke erstreckende Kapelle ein.
Im Jahre 1728, unter Reichserbtruchsess Ferdinand Ludwig, erfuhr die Kapelle eine Barockisierung mit einer reichen Stuckierung der Decke. Am Ende des 19. Jahrhunderts unter Fürst Franz kam der spätmittelalterliche Flügelschrein in die Kapelle. Die Reliefs des Triptychons zeigen auf dem linken Flügel den Heiligen Antonius Eremita mit seinen Attributen Schwein und Glocke, auf den sich der Antoniterorden beruft. Der rechte Flügel zeigt Juliana mit ihrem Attribut, dem an der Kette geführten Teufel. Fürstin Sophie von Waldburg-Wolfegg ließ im Jahre 1874 den Altar, vermutlich nach einer Entwurfszeichnung von Eberhard Emminger neu gestalten. Er erhielt eine Bekrönung mit den Waldburger Hausheiligen Walburga, Willibald und Wunibald.
Die heutige Kapelle wird als Tauf- und Hochzeitskapelle verwendet. Sie hat eine Empore sowie neun Bankreihen mit Sitzplätzen für 60 Personen. Auf der Kapelle befindet sich ein Glockenstuhl mit zwei Glocken.